# Tak and the Guardians of Gross
Tak and the Guardians of Gross est un jeu vidéo de plates-formes développé par Blitz Games et édité par THQ, sorti en 2008 sur PlayStation 2 et Wii.

## Accueil
- IGN : 6,6/10[1]